# Прули ди Сото (Фиренца)
Прули ди Сото је насеље у Италији у округу Фиренца, региону Тоскана.
Према процени из 2011. у насељу је живело 48 становника. Насеље се налази на надморској висини од 134 м.